# Famille Mallet
 (janvier 2021).
Si vous disposez d'ouvrages ou d'articles de référence ou si vous connaissez des sites web de qualité traitant du thème abordé ici, merci de compléter l'article en donnant les références utiles à sa vérifiabilité et en les liant à la section « Notes et références ».
Pour les articles homonymes, voir Mallet.
Ne doit pas être confondu avec famille de Malet.
La famille Mallet est une famille de banquiers français dont une branche a été titrée sous l'Empire.

## Origine
Famille de négociants à Rouen, de confession protestante, elle se réfugie à Genève au XVIe siècle.

## Généalogie simplifiée
- xx
  - Jacques-Henry Mallet (né en 1648), premier d'une lignée de négociants et banquiers installés à Genève.
  - Isaac Mallet (1684-1779), membre du Grand Conseil de Genève, fondateur de la maison de banque Mallet, en 1713 à Paris, longtemps la doyenne des banques françaises.
    - Jacques Mallet (1724-1815), banquier à Paris, membre du Grand Conseil de Genève.
      - Guillaume Mallet (1747-1826) épouse la fille de la protectrice de Jean-Jacques Rousseau. Titré par Napoléon Ier et autorisé à rajouter « de Chalmassy ». En 1818, Guillaume participe à la fondation de la Caisse d'épargne.
        - Adolphe-Jacques dit James Mallet (1787-1868), à Paris. Il reçoit la Légion d'honneur pour sa conduite à la Barrière de Clichy en 1814. Il épouse Laure Oberkampf, fille de Christophe-Philippe Oberkampf, fondateur de la toile de Jouy. La maison Mallet participe alors à la construction de terrains : Passage Choiseul (1824), théâtre royal de l'Opéra-Comique (1826). Il devient baron Mallet de Chalmassy et gentilhomme de la chambre des rois Louis XVIII puis Charles X.
          - Alphonse Mallet (1819-1906) épouse Louise Hélène Bartholdi, cousine issue de germains de Frédéric-Auguste Bartholdi et apparentée, par sa mère, à la famille du régent de la banque de France Jean de Neuflize.
            - Jacques-Frédéric-Albert 4e baron Mallet de Chalmassy (1846-1927) épouse Jeanne Poupart de Neuflize.
              - Arthur Auguste Jacques 5e baron Mallet de Chalmassy (1884-1948).
                - Etienne Mallet, (1941-) vice président de Neuflize OBC et président de Cinéfrance 1888.

        - Louis-Jules Mallet (1789-1866), né à Clichy-en-Lannois. Il épouse Émilie Oberkampf, fille du fondateur de la toile de Jouy.
          - Charles Mallet (1815-1902), banquier
          - Henri Mallet (1824-1908), banquier, épouse Gabrielle Louise Mathilde André, sœur d'Alfred André, régent de la Banque de France.

### Autres membres
- Paul-Henri Mallet (1730-1807), anobli en 1765 par le roi Frédéric V de Danemark, du fils duquel il a été le précepteur, et qui refusa de devenir celui de Paul, fils de la tsarine Catherine II.
- Jacques-André Mallet-Favre (1740-1790), mathématicien et astronome genevois, fondateur et directeur du premier observatoire de Genève, ami de Daniel Bernoulli.
- Henri Mallet-Prévost (1727-1811), ingénieur et géographe,
- Jean-Louis Mallet (1757-1832), homme de lettres et homme politique ;
- Jacques Mallet du Pan (1749-1800), journaliste politique genevois ;
- André Mallet-Prévost (1780-1850), brigadier-général dans l'armée des États-Unis ;
- George Mallet (1787-1865), homme de lettres, député du Conseil de Genève, auditeur du Conseil d'État du canton de Genève ;
- Edouard Mallet (1805-1856), historien et statisticien, fondateur de l'école genevoise de démographie historique ;
- Charles Mallet-Prévost (1818-1887), avocat, major-général dans l'armée des États-Unis ;
- Louis Mallet (1823-1890) (en), avocat, fonctionnaire et homme politique ;
- Grayson Mallet-Prévost (1823-1896), médecin de division dans l'armée des États-Unis ;
- Bernard Mallet (1850-1932) (en), président de la Royal Statistical Society et de la Conférence mondiale sur la population ;
- Charles Mallet (1862-1947), historien et homme politique ;
- Ernest Mallet (1863-1956), banquier, régent de la Banque de France ;
- Louis du Pan Mallet (en) (1864-1936), ambassadeur,
- Richard Mallet (1878-1948), militaire et résistant ;
- Victor Mallet (en) (1893-1969), ambassadeur et homme de lettres ;
- Ivo Mallet (en) (1900-1988), ambassadeur ;
- Horace Mallet (1905-1942), Compagnon de la Libération ;
- Jean-Pierre Mallet (1920-2013), banquier et Compagnon de la Libération ;
- Severo Mallet-Prevost (es) (1949-), avocat ;
- Jean-Claude Mallet (1955), haut fonctionnaire, secrétaire général de la défense nationale (SGDN), président de l'Autorité de régulation des communications électroniques et des postes (ARCEP).

## Galerie

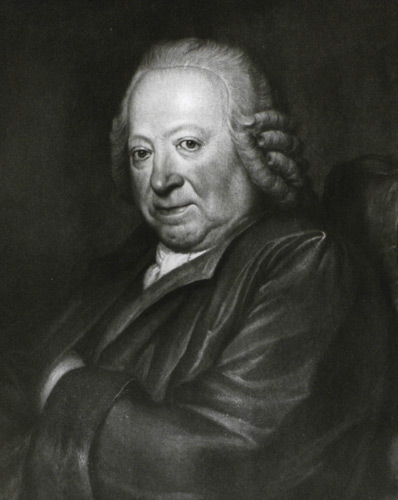
Isaac Mallet (1684-1779)
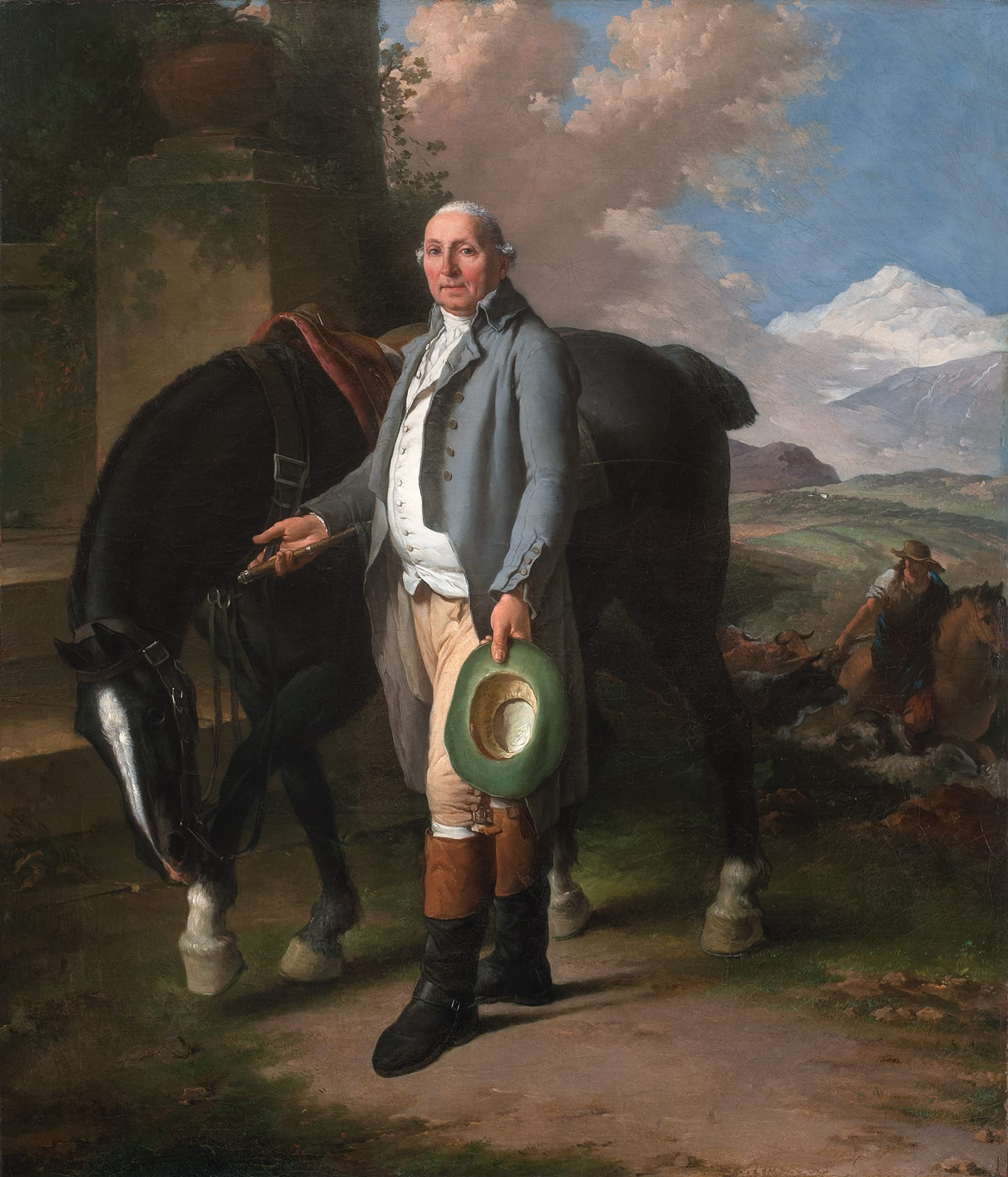
Jacques Mallet (1724-1815)
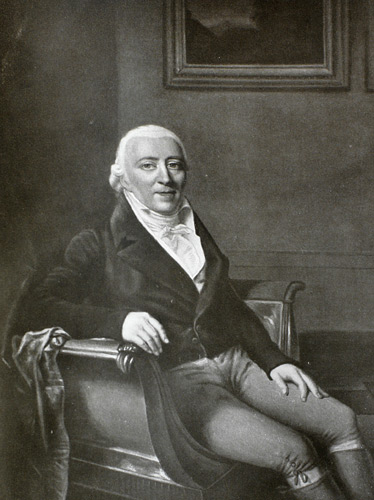
Le baron Guillaume Mallet de Chalmassy (1747-1828)
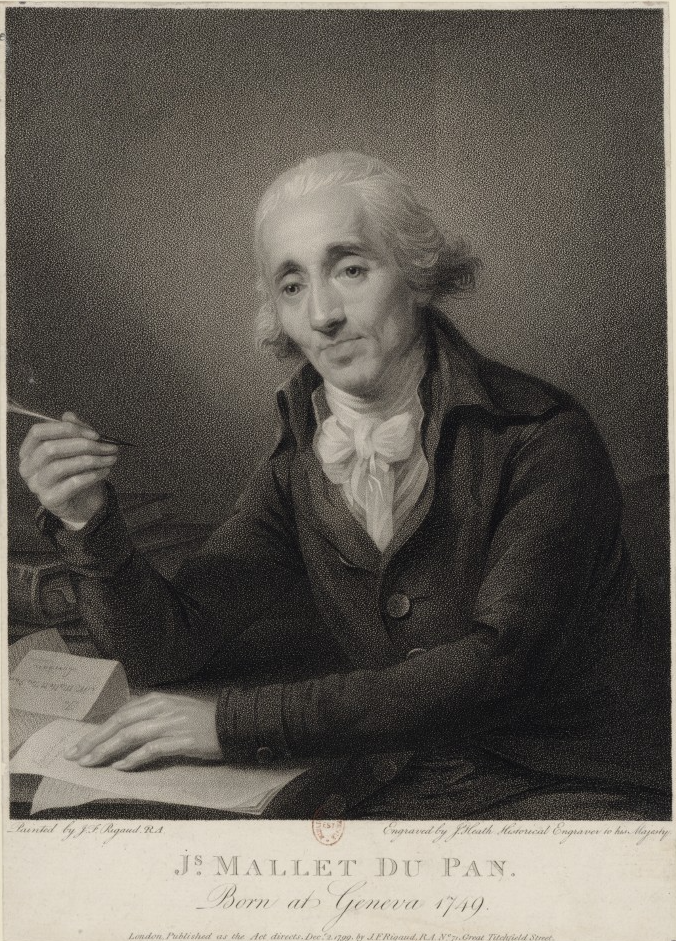
Jacques Mallet du Pan (1749-1800)
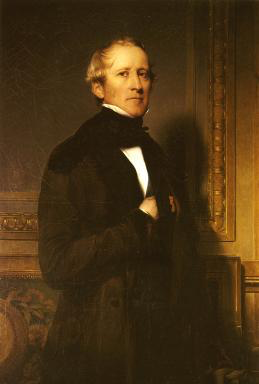
James Mallet (1787-1868)
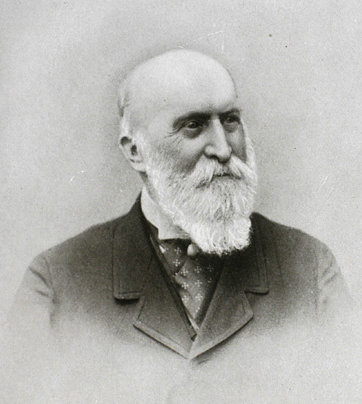
Charles Mallet (1815-1902)
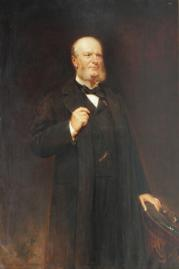
Alphonse Mallet (1819-1906)
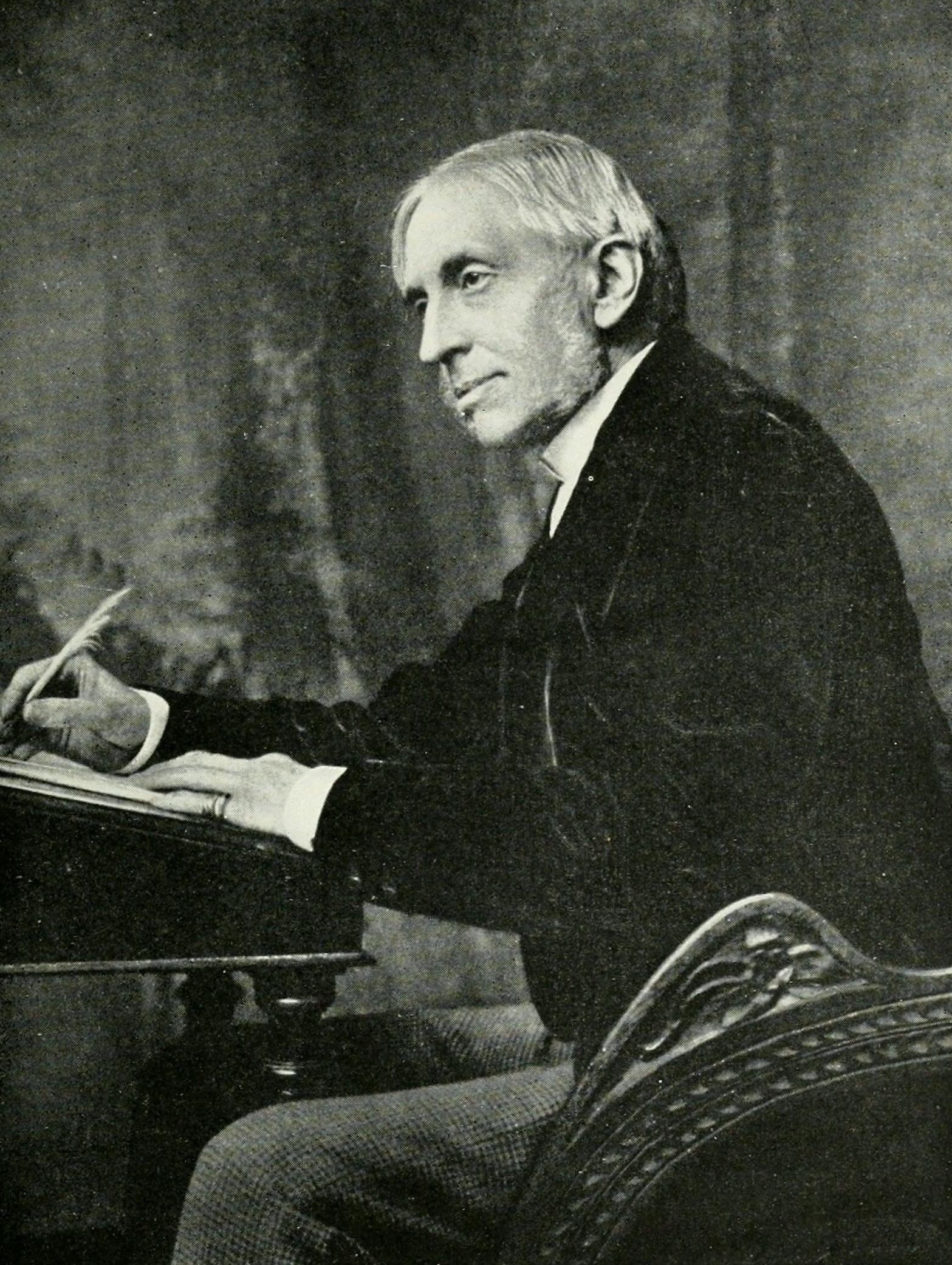
Sir Louis Mallet (1823-1890)
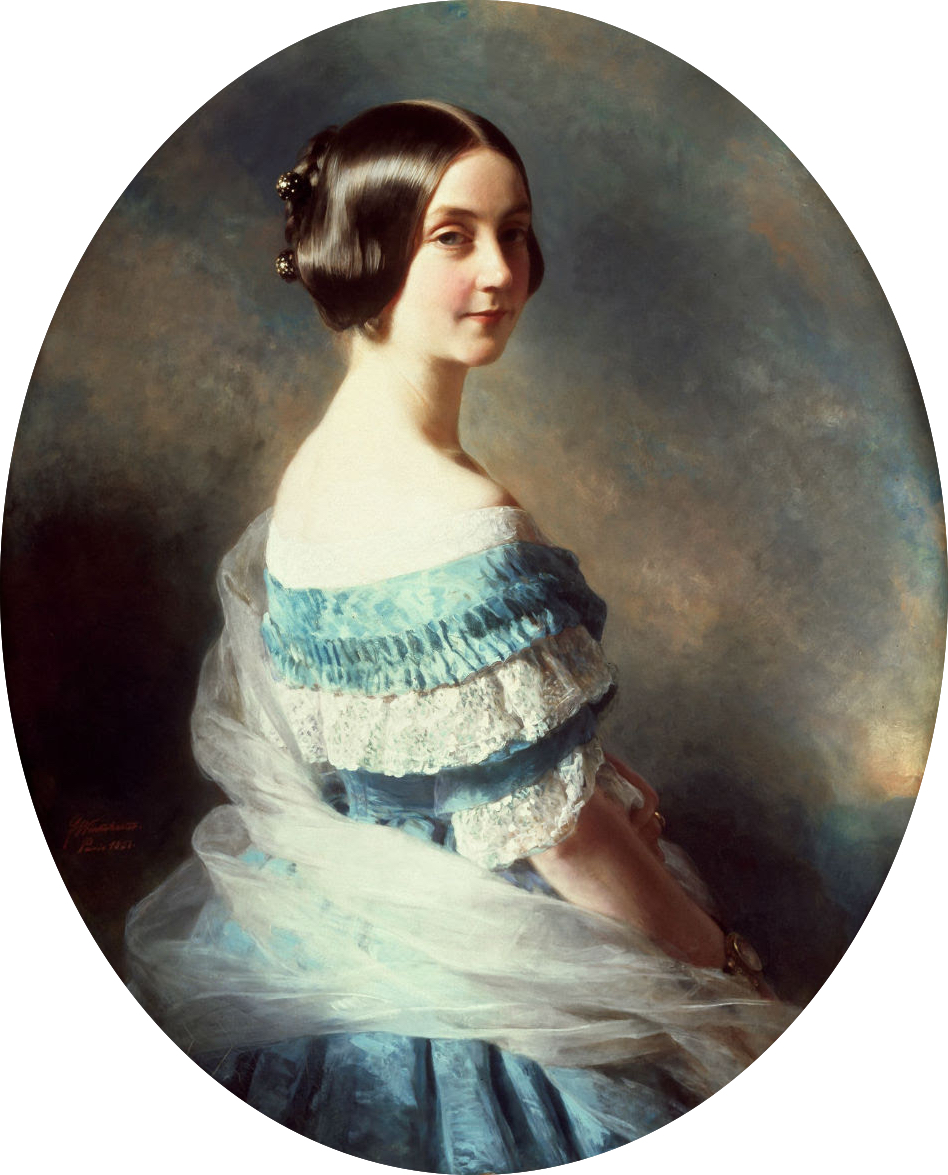
Baronne Hélène Mallet (1825-1896), née Bartholdy

### Sources
- Albert Choisy, Notice généalogique et historique sur la famille Mallet de Geneve originaire de Rouen, 1930
- Romuald Szramkiewicz, Les régents et censeurs de la Banque de France nommés sous le Consulat et l'Empire, 1974